# Habronattus mustaciatus
Habronattus mustaciatus är en spindelart som först beskrevs av Chamberlin, Ivie 1941.  Habronattus mustaciatus ingår i släktet Habronattus och familjen hoppspindlar. Inga underarter finns listade i Catalogue of Life.